# Yazkur-el
Yazkur-el (accadi: 𒅀𒊍𒆴𒅋, Ia-az-KUR-él) va ser el vint-i-quatrè rei d'Assíria segons les Llistes dels reis assiris on apareix esmentat com el vuitè entre deu dels reis «dels quals es coneixen els pares».
Les Llistes diuen també que Yazkur-el va ser el fill i successor de Yakmeni. El va succeir el seu fill Ila-kabkabu.